# Radiant

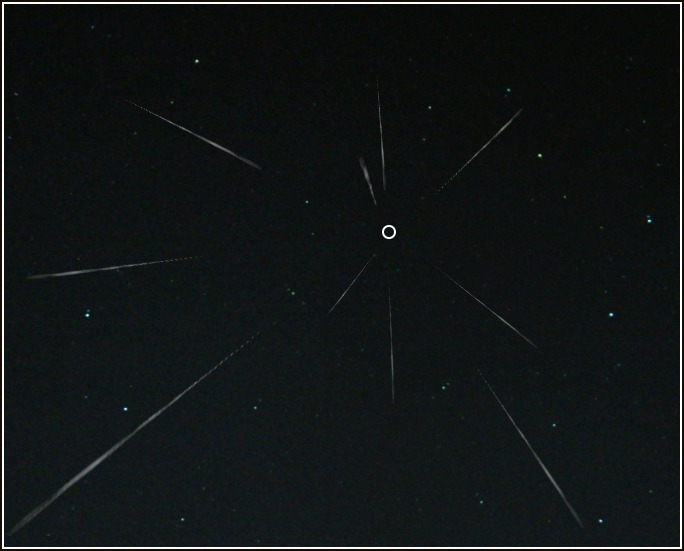
Tory meteorów należących do jednego roju. Radiant zaznaczony kółkiem

Radiant – niewielki obszar lub punkt na sferze niebieskiej, w którym przecinają się przedłużone wstecz pozorne drogi meteorów (z którego "rozbiegają się" drogi meteorów) należących do danego roju. Radiant jest efektem skrótu perspektywicznego, któremu ulega strumień meteorów widziany z Ziemi.